# Grewia amplifolia
Grewia amplifolia är en malvaväxtart som beskrevs av Henri Ernest Baillon. Grewia amplifolia ingår i släktet Grewia och familjen malvaväxter. Inga underarter finns listade i Catalogue of Life.